# Sumaneen
Sumaneen is een polycyclische aromatische koolwaterstof met als brutoformule C21H12. De structuur bestaat uit centrale benzeenring, die alternerend wordt omringd door 3 benzeen- en 3 cyclopentadieenringen. De benaming sumaneen is afgeleid uit het Sanskriet Suman, dat zonnebloem betekent. Het is een wetenschappelijk interessante molecule, omdat ze kan beschouwd worden als een fragment van buckminsterfullereen.
De centrale ring van het systeem bestaat weliswaar uit een zesring met afwisselend enkele en dubbele bindingen, maar toch zal deze ring geen groot aromatisch karakter vertonen. Zoals het molecuulmodel laat zien is de molecule niet vlak. Door de aromaticiteit in de centrale ring op te geven, komt die voor de drie andere zesringen beschikbaar.

## Synthese
Sumaneen wordt gewoonlijk in verschillende stappen gesynthetiseerd. De synthese start bij norbornadieen, dat met behulp van n-butyllithium, 1,2-dibroomethaan en tributyltinchloride in een stannaan wordt omgezet. Dit stannaan wordt via een Ullmann-reactie met CuTC als katalysator omgezet naar een poly-gebrugde verbinding, bestaande uit een centrale benzeenring en 3 norbornadieenringen. De verkregen verbinding komt voor in twee vormen: antiperiplanair en synperiplanair (de verhouding is ongeveer 1:2).
De nog aanwezig methyleenbruggen worden gebruikt voor het vormen van de cyclopentadieenringen. Dit gebeurt via een alkeenmetathese: een ring-opening en een daaropvolgende ringsluiting vinden plaats in een stap onder invloed van een Grubbs' katalysator. De laatste stap is de oxidatie van de verkregen verbinding door middel van DDQ.